# Éclance
Éclance ist eine französische Gemeinde mit 87 Einwohnern (Stand: 1. Januar 2022) im Département Aube in der Region Grand Est. Sie gehört zum Arrondissement Bar-sur-Aube und zum Kanton Bar-sur-Aube. 
Sie ist umgeben von den folgenden Nachbargemeinden:
|             | La Rothière                                 |                |
| Trannes     | Kompassrose, die auf Nachbargemeinden zeigt | Vernonvilliers |
| Bossancourt | Arsonval                                    |                |

## Siehe auch

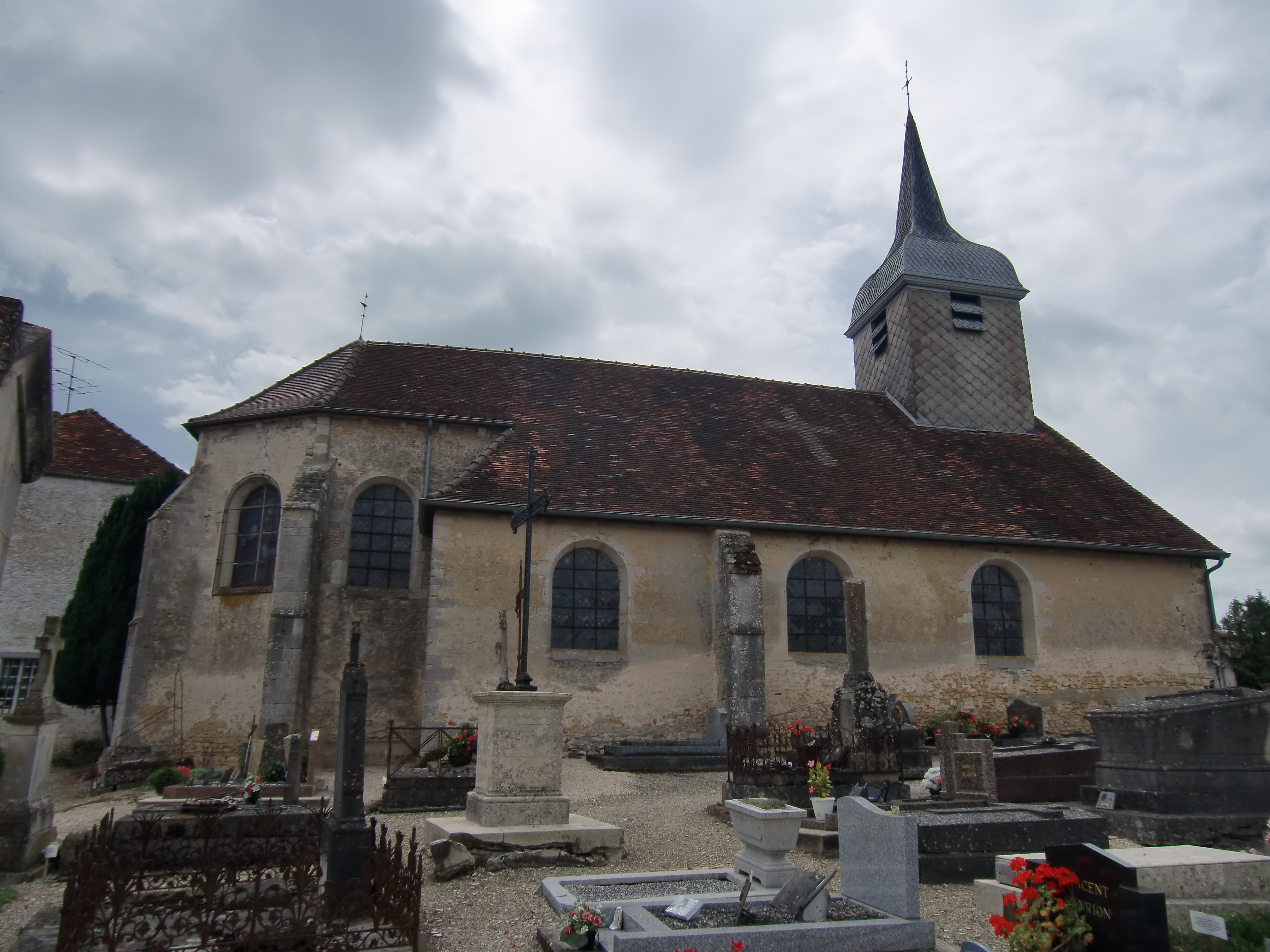
Kirche Saint-Brice

## Bevölkerungsentwicklung
| Jahr                       | 1962 | 1968 | 1975 | 1982 | 1990 | 1999 | 2008 | 2016 |
| -------------------------- | ---- | ---- | ---- | ---- | ---- | ---- | ---- | ---- |
| Einwohner                  | 152  | 145  | 133  | 125  | 114  | 120  | 124  | 101  |
| Quellen: Cassini und INSEE |      |      |      |      |      |      |      |      |